# ایالات متحده آمریکا در المپیک تابستانی ۱۹۳۶
ایالات متحده آمریکا در بازی‌های المپیک تابستانی ۱۹۳۶ که در برلین آلمان نازی برگزار شد، با ۳۵۹ ورزشکار شرکت نمود و موفق به کسب ۵۶ مدال (۲۴ طلا، ۲۰ نقره، ۱۲ برنز) شد که در رتبه ۲ مسابقات قرار گرفت.